# The Autumn Offering
The Autumn Offering war eine US-amerikanische Metalcore-Band aus Daytona Beach, Florida.

## Geschichte
The Autumn Offering wurde 1999 Nick Gelyon von (Schlagzeug), Matt Johnson (Gitarre), Dennis Miller (Gesang), George Moore (Lead-Gitarre) und Sean Robbins (Bass) noch während der Highschool gegründet. 
Im Zuge einer regionalen Tour wurde Jamey Jasta, Sänger von Hatebreed, auf die Band aufmerksam und nahm sie im Dezember 2003 für sein Plattenlabel Stillborn Records unter Vertrag. Dort wurde das Debütalbum Revelations of the Unsung im Sommer 2004 veröffentlicht.
Ein Jahr später wechselte die Band zu Victory Records, wo 2006 das zweite Album Embrace the Gutter erschien. Das Label veröffentlichte auch die folgenden Alben Fear Will Cast No Shadow (2007),  Requiem (2009) und The Autumn Offering (2010).
Im Anschluss an das fünfte, bislang letzte Album gab die Band bekannt, „eine längere Pause einzulegen. Vielleicht sogar, das Ganze zu beenden“. Seitdem gab es keine weiteren Veröffentlichungen.

## Diskografie
- 2004: Revelations of the Unsung (Stillborn Records)
- 2006: Embrace the Gutter (Victory Records)
- 2007: Fear Will No Cast Shadow (Victory Records)
- 2009: Requiem (Victory Records)
- 2010: The Autumn Offering (Victory Records)